# سوراهامار
شهر سوراهامار (به سوئدی: Surahammar) در بخش سوراهامار در کشور سوئد واقع شده‌است. جمعیت این شهر ۱۱۴۰٫۴۹ نفر است.